# Мутаразі
Мутаразі (шона Mtarazi Falls, англ. Mutarazi Falls) — водоспад, один із найвищих в Африці (2-ге місце), розташований у провінції Манікаленд в Зімбабве.

## Географія
Найвищий водоспад Зімбабве. Розташований у північно-східній частині провінції Манікаленд, на сході Зімбабве, в національному парку «Ньянга», на руслі річки Мутаразі, яка стікає зі схилів Східного Нагір'я країни, поблизу найвищої вершини Зімбабве — Ньянгані (2592 м). Висота водоспаду становить 762 м. Кількість каскадів — 2, висота найвищого — 479 м. Ширина водоспаду — 15 м. Середня витрата води водоспаду — 1 м³/с, максимальна — 6 м³/с.